# باشگاه فوتبال بلموپان بندیتس
باشگاه فوتبال بلموپان بندیتس یک باشگاه فوتبال حرفه‌ای از بلموپان، بلیز است که در حال حاضر در لیگ برتر بلیز رقابت می‌کند. این باشگاه با ۹ قهرمانی، از زمان تأسیس لیگ برتر بلیز در سال ۲۰۱۲، موفق‌ترین باشگاه فوتبال بلیز است.